# Perjodaat

Structuurformule van het metaperjodaat-anion.

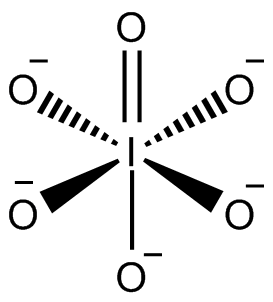
Structuurformule van het orthoperjodaat-anion.

Het perjodaat-ion een oxoanion, afkomstig van perjoodzuur (H5IO6). Het bestaat in 2 vormen:
- Metaperjodaat: IO4−
- Orthoperjodaat: IO65−

Het centrale joodatoom bevindt zich in beide vormen in oxidatietoestand +VII.

## Perjodaatverbindingen
- Kaliumperjodaat
- Natriumperjodaat
- Dess-Martin-perjodinaan